# Bourdon (Somme)
Pour les articles homonymes, voir Bourdon.

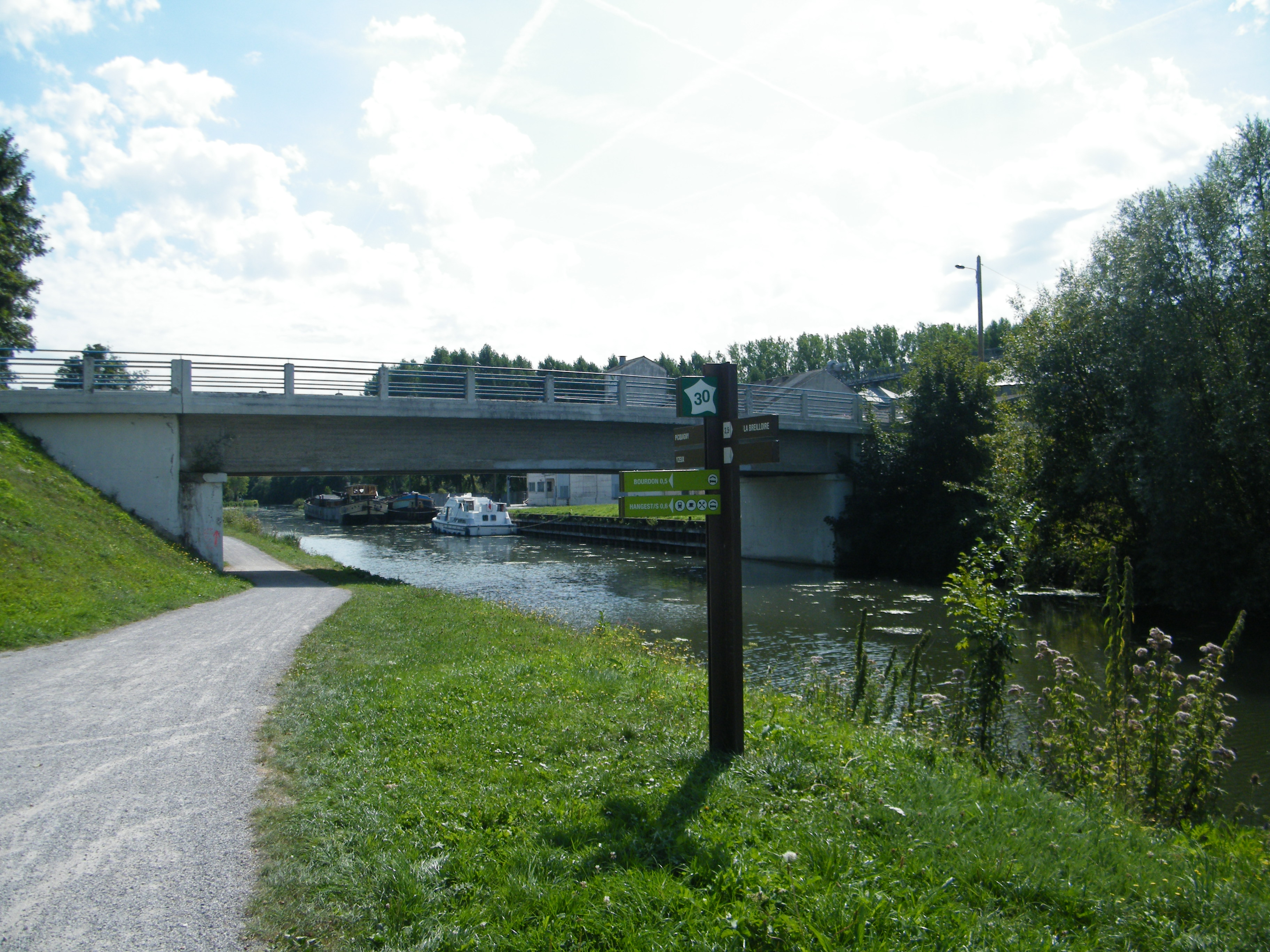
Pont sur la Somme à Bourdon.

Bourdon est une commune française située dans le département de la Somme en région Hauts-de-France.

## Géographie

### Localisation
Bourdon est un village picard de l'Amiénois proche du Vimeu.
Limitrophe de Flixecourt, la localité est située à 7 km au sud-est de Longpré-les-Corps-Saints, 10 km au nord-est d'Airaines, 10 km au sud-ouest de Domart-en-Ponthieu, 19 km au nord-ouest d'Amiens et à 22 km au sud-est d'Abbeville à vol d'oiseau.
Le territoire de la commune est limitrophe de ceux de cinq communes.
Les communes limitrophes sont  Belloy-sur-Somme, Crouy-Saint-Pierre, Flixecourt, Hangest-sur-Somme et Yzeux.

### Hydrographie

#### Réseau hydrographique
La commune est située dans le bassin Artois-Picardie. Elle est drainée par la Somme canalisée, la rivière du Saint-Landon, le bras de décharge aval rg ecl 21 Labreilloire de vanne bras de décharge au canal de la Somme, le bras de décharge rg ecl 21 Labreilloire du canal de la Somme à la vanne du bras de décharge et divers autres petits cours d'eau.
Le canal de la Somme, construit entre 1770 et 1827, et mis au gabarit Freycinet en 1880, est long 170 km. Il débute à Saint-Simon où il touche au canal de Saint-Quentin et débouche dans la baie de Somme.
Le Saint-Landon, d'une longueur de 13 km, prend sa source dans la commune de Molliens-Dreuil et se jette  dans la Somme canalisée à Hangest-sur-Somme, face à la commune de Bourdon, après avoir traversé sept communes.

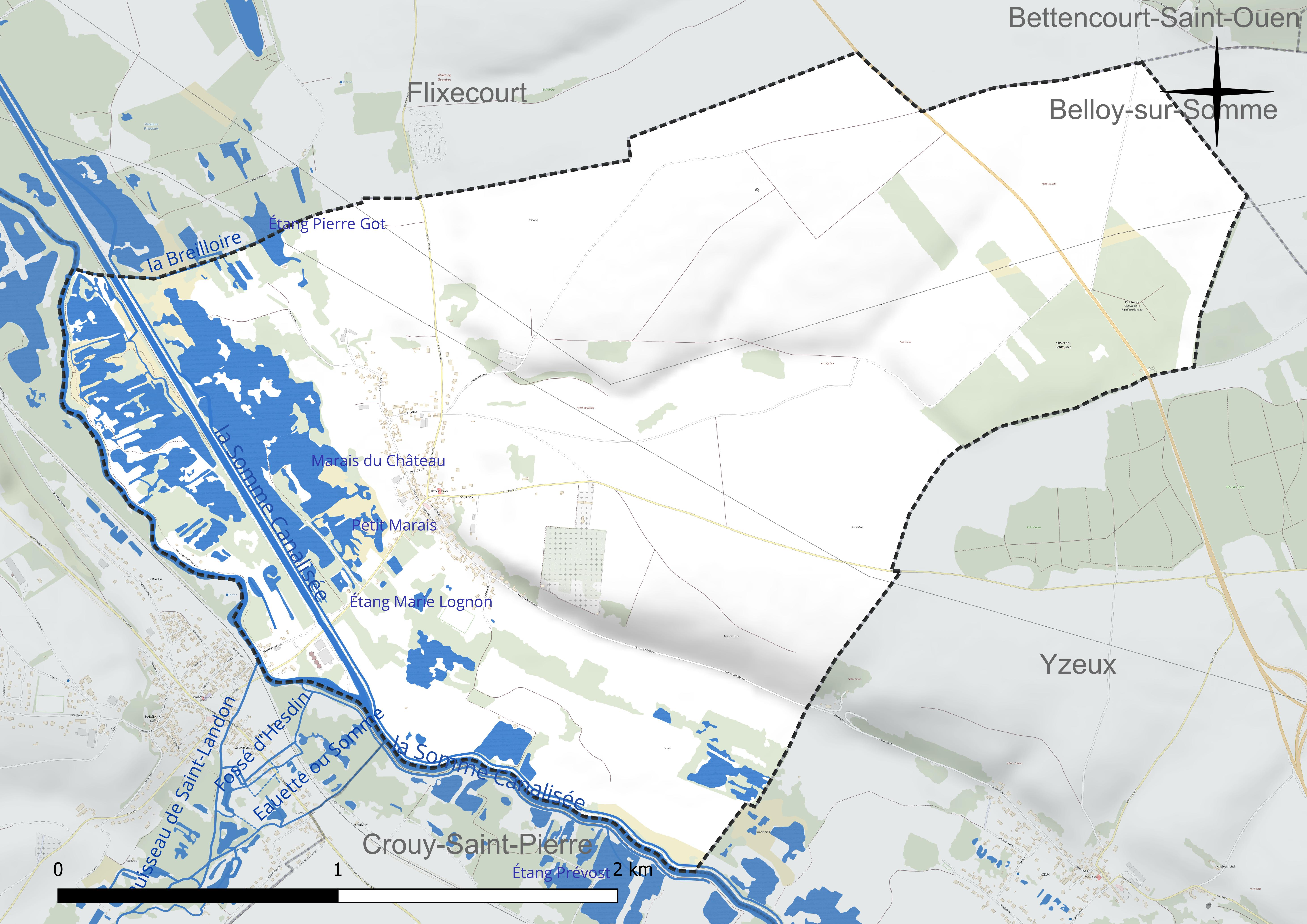
Réseau hydrographique de Bourdon.

Quatre plans d'eau complètent le réseau hydrographique : le marais du Château (4,6 ha), le Petit Marais (2 ha), l'étang Marie Lognon (0,3 ha) et l'étang Pierre Got, d'une superficie totale de 1,8 ha (0,8 ha sur la commune),.

#### Gestion et qualité des eaux
Le territoire communal est couvert par le schéma d'aménagement et de gestion des eaux (SAGE) « Somme aval et Cours d'eau côtiers ». Ce document de planification concerne un territoire de 1 835 km2 de superficie, délimité par le bassin versant de la Somme canalisée. Le périmètre a été arrêté le 29 avril 2010 et le SAGE proprement dit a été approuvé le 6 août 2019. La structure porteuse de l'élaboration et de la mise en œuvre est le syndicat mixte d'aménagement hydraulique du bassin versant de la Somme (AMEVA).
La qualité des cours d'eau peut être consultée sur un site dédié géré par les agences de l'eau et l'Agence française pour la biodiversité.

### Climat
Pour des articles plus généraux, voir Climat des Hauts-de-France et Climat de la Somme.
En 2010, le climat de la commune est de type climat océanique altéré, selon une étude du CNRS s'appuyant sur une série de données couvrant la période 1971-2000. En 2020, Météo-France publie une typologie des climats de la France métropolitaine dans laquelle la commune est exposée à un climat océanique et est dans la région climatique Côtes de la Manche orientale, caractérisée par un faible ensoleillement (1 550 h/an) ; forte humidité de l'air (plus de 20 h/jour avec humidité relative > 80 % en hiver), vents forts fréquents.
Pour la période 1971-2000, la température annuelle moyenne est de 10,3 °C, avec une amplitude thermique annuelle de 13,7 °C. Le cumul annuel moyen de précipitations est de 742 mm, avec 11,1 jours de précipitations en janvier et 7,9 jours en juillet. Pour la période 1991-2020, la température moyenne annuelle observée sur la station météorologique la plus proche, située sur la commune de Bernaville à 17 km à vol d'oiseau, est de 10,4 °C et le cumul annuel moyen de précipitations est de 877,3 mm,. Pour l'avenir, les paramètres climatiques de la commune estimés pour 2050 selon différents scénarios d'émission de gaz à effet de serre sont consultables sur un site dédié publié par Météo-France en novembre 2022.

## Urbanisme

### Typologie
Au 1er janvier 2024, Bourdon est catégorisée bourg rural, selon la nouvelle grille communale de densité à sept niveaux définie par l'Insee en 2022.
Elle est située hors unité urbaine. Par ailleurs la commune fait partie de l'aire d'attraction d'Amiens, dont elle est une commune de la couronne,. Cette aire, qui regroupe 369 communes, est catégorisée dans les aires de 200 000 à moins de 700 000 habitants,.

### Occupation des sols
L'occupation des sols de la commune, telle qu'elle ressort de la base de données européenne d'occupation biophysique des sols Corine Land Cover (CLC), est marquée par l'importance des territoires agricoles (71,2 % en 2018), une proportion identique à celle de 1990 (71,2 %). La répartition détaillée en 2018 est la suivante : 
terres arables (58,1 %), forêts (13,9 %), prairies (13,1 %), eaux continentales (9,6 %), zones urbanisées (5,2 %). L'évolution de l'occupation des sols de la commune et de ses infrastructures peut être observée sur les différentes représentations cartographiques du territoire : la carte de Cassini (XVIIIe siècle), la carte d'état-major (1820-1866) et les cartes ou photos aériennes de l'IGN pour la période actuelle (1950 à aujourd'hui).

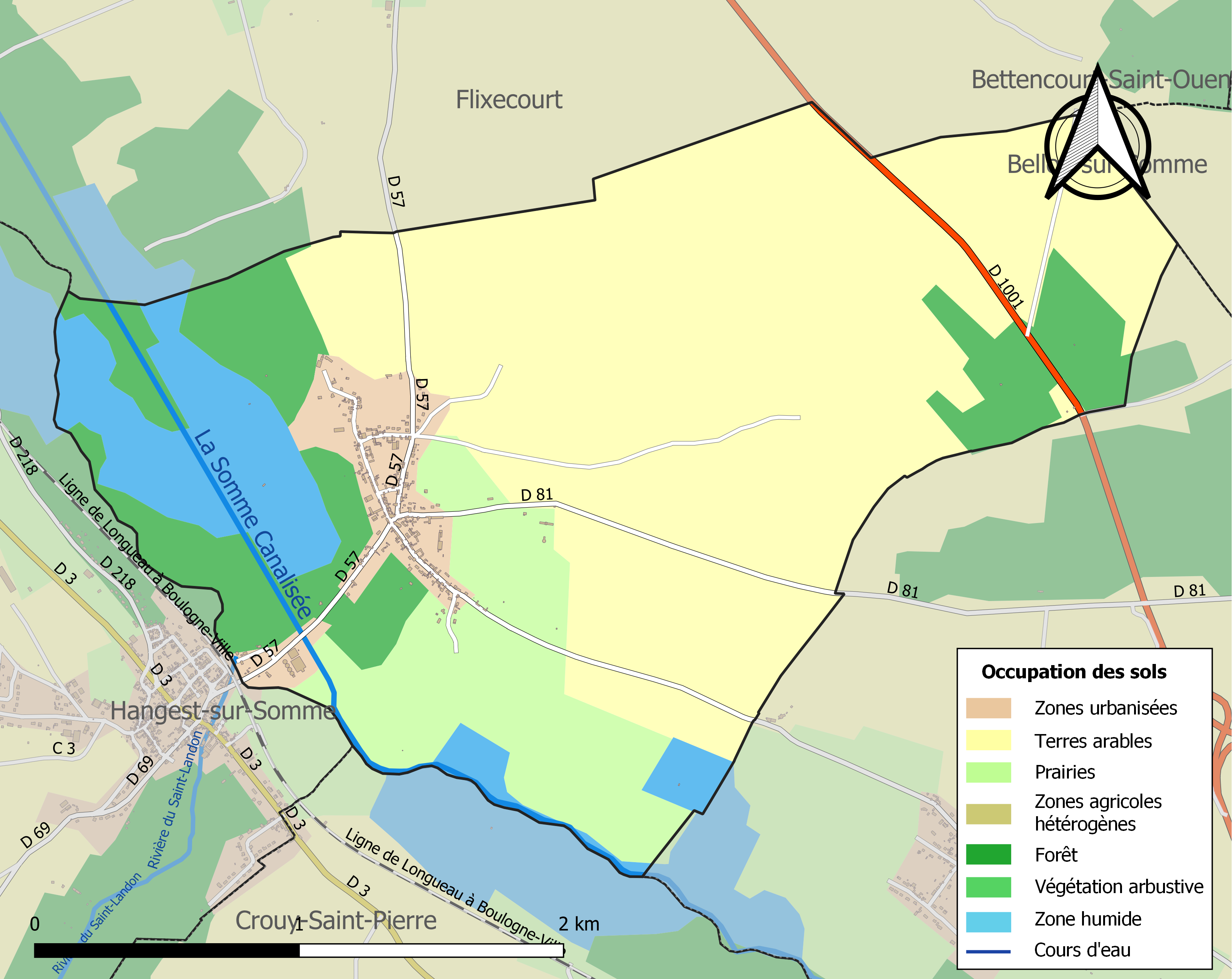
Carte des infrastructures et de l'occupation des sols de la commune en 2018 (CLC).

### Voies de communication et transports
La localité est desservie par la ligne d'autocars no 28 (Saint-Léger - L'Étoile - Flixecourt - Amiens) du réseau inter-urbain Trans'80.

## Toponymie
Le nom de la localité est attesté sous les formes Bordon en 1108 ; Bordum en 1140 ; Bordons en 1210 ; Bourdon en 1301 ; Bourdons en 1379 ; Bourdon-sur-Somme en 1507.
Bourdon serait issu de l'ancien français ou du picard, bordon signifiant « bâton ».
Bourdon est l'ancien éponyme désignant la crosse des pèlerins, appelée maintenant bourdon de pèlerin. C'était aussi : le surnom de pèlerin ou marchand de bourdons (instrument de musique), un surnom de musicien ; enfin le surnom de celui qui grommelle entre ses dents.
Selon une étymologie populaire, le mot serait venu du Moyen Âge lorsque Saint Louis cachait des « femmes de petite vertu » (surnommées les bordelières) au bord de la Seine dans des maisons appelées bordeaux (bord d'eau).

## Histoire
Des armes de pierre, des monnaies anciennes et des lances romaines ont été mises au jour à Bourdon.
En 1638, la famille Blin devient propriétaire par contrat de mariage de l'ensemble des cinq fiefs qui composent le village de Bourdon. Le titre de vicomte est accordé par le roi Louis XIV.
En 1896, le village possède une maison de retraite de 70 vieillards.

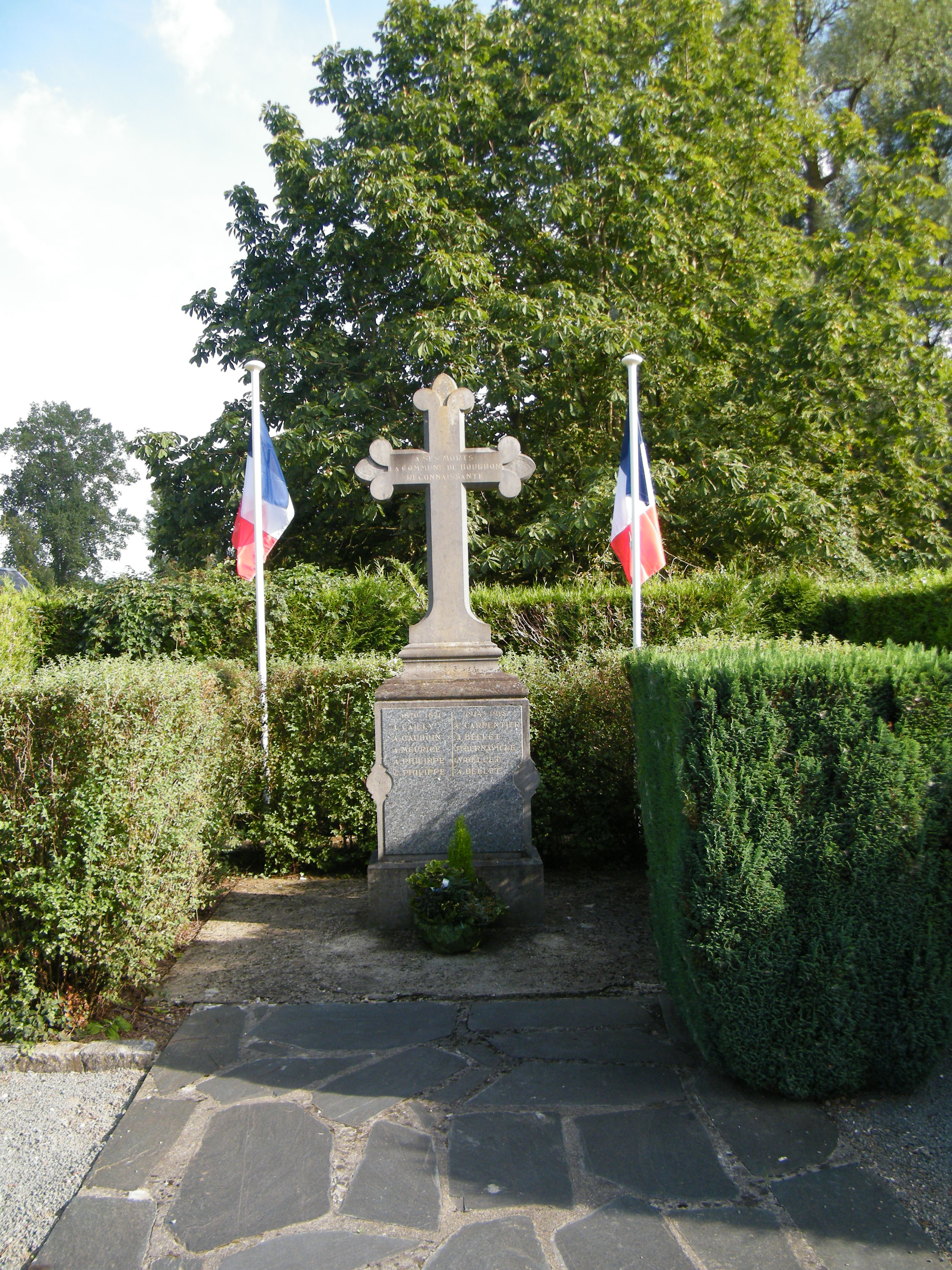
Le monument aux morts de 1870-1871 et 1914-1918.

Les guerres de 1870-1871 et 1914-1918 ont vu la disparition du même nombre de victimes. Elles sont associées sur le même monument commémoratif.

## Politique et administration
| Période                                  | Période                   | Identité                        | Étiquette | Qualité |
| ---------------------------------------- | ------------------------- | ------------------------------- | --------- | ------- |
| mars 1807                                | mars                      | Louis-Alexandre Blin de Bourdon |           |         |
| Les données manquantes sont à compléter. |                           |                                 |           |         |
| mars 2001                                | mars 2014                 | Marie-Thérèse Dechoz            |           |         |
| mars 2014                                | mai 2020                  | Alain Dupuis                    |           |         |
| mai 2020                                 | En cours (au 29 mai 2020) | Anthony Delassus                |           |         |

## Population et société

### Démographie
L'évolution du nombre d'habitants est connue à travers les recensements de la population effectués dans la commune depuis 1793. Pour les communes de moins de 10 000 habitants, une enquête de recensement portant sur toute la population est réalisée tous les cinq ans, les populations de référence des années intermédiaires étant quant à elles estimées par interpolation ou extrapolation. Pour la commune, le premier recensement exhaustif entrant dans le cadre du nouveau dispositif a été réalisé en 2008.

En 2022, la commune comptait 374 habitants, en évolution de −5,56 % par rapport à 2016 (Somme : −1,26 %, France hors Mayotte : +2,11 %).
| 1793 | 1800 | 1806 | 1821 | 1831 | 1836 | 1841 | 1846 | 1851 |
| ---- | ---- | ---- | ---- | ---- | ---- | ---- | ---- | ---- |
| 396  | 412  | 429  | 488  | 549  | 559  | 534  | 541  | 567  |

| 1856 | 1861 | 1866 | 1872 | 1876 | 1881 | 1886 | 1891 | 1896 |
| ---- | ---- | ---- | ---- | ---- | ---- | ---- | ---- | ---- |
| 573  | 536  | 510  | 466  | 431  | 419  | 400  | 383  | 421  |

| 1901 | 1906 | 1911 | 1921 | 1926 | 1931 | 1936 | 1946 | 1954 |
| ---- | ---- | ---- | ---- | ---- | ---- | ---- | ---- | ---- |
| 419  | 420  | 425  | 455  | 438  | 402  | 397  | 418  | 358  |

| 1962 | 1968 | 1975 | 1982 | 1990 | 1999 | 2006 | 2008 | 2013 |
| ---- | ---- | ---- | ---- | ---- | ---- | ---- | ---- | ---- |
| 274  | 259  | 274  | 294  | 337  | 373  | 380  | 382  | 390  |

| 2018 | 2022 | - | - | - | - | - | - | - |
| ---- | ---- | - | - | - | - | - | - | - |
| 374  | 374  | - | - | - | - | - | - | - |

### Enseignement
Le village n'a plus d'école. Les enfants d'âge scolaire se rendent dans les écoles environnantes et principalement à celle d'Hangest.

#### Église Saint-Martin de Bourdon

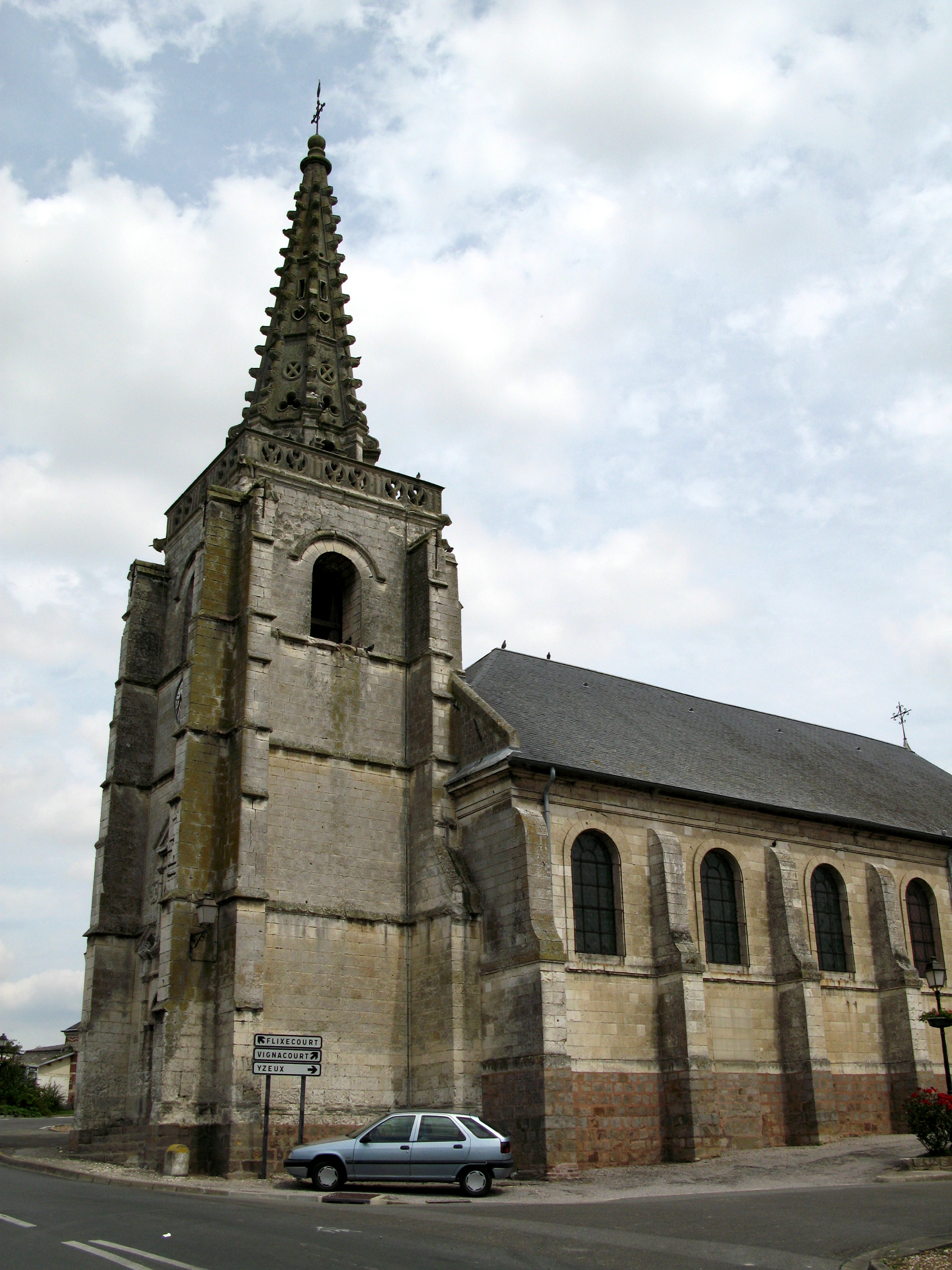
Clocher à flèche de pierre pour l'église.

#### Cimetière militaire allemand de Bourdon

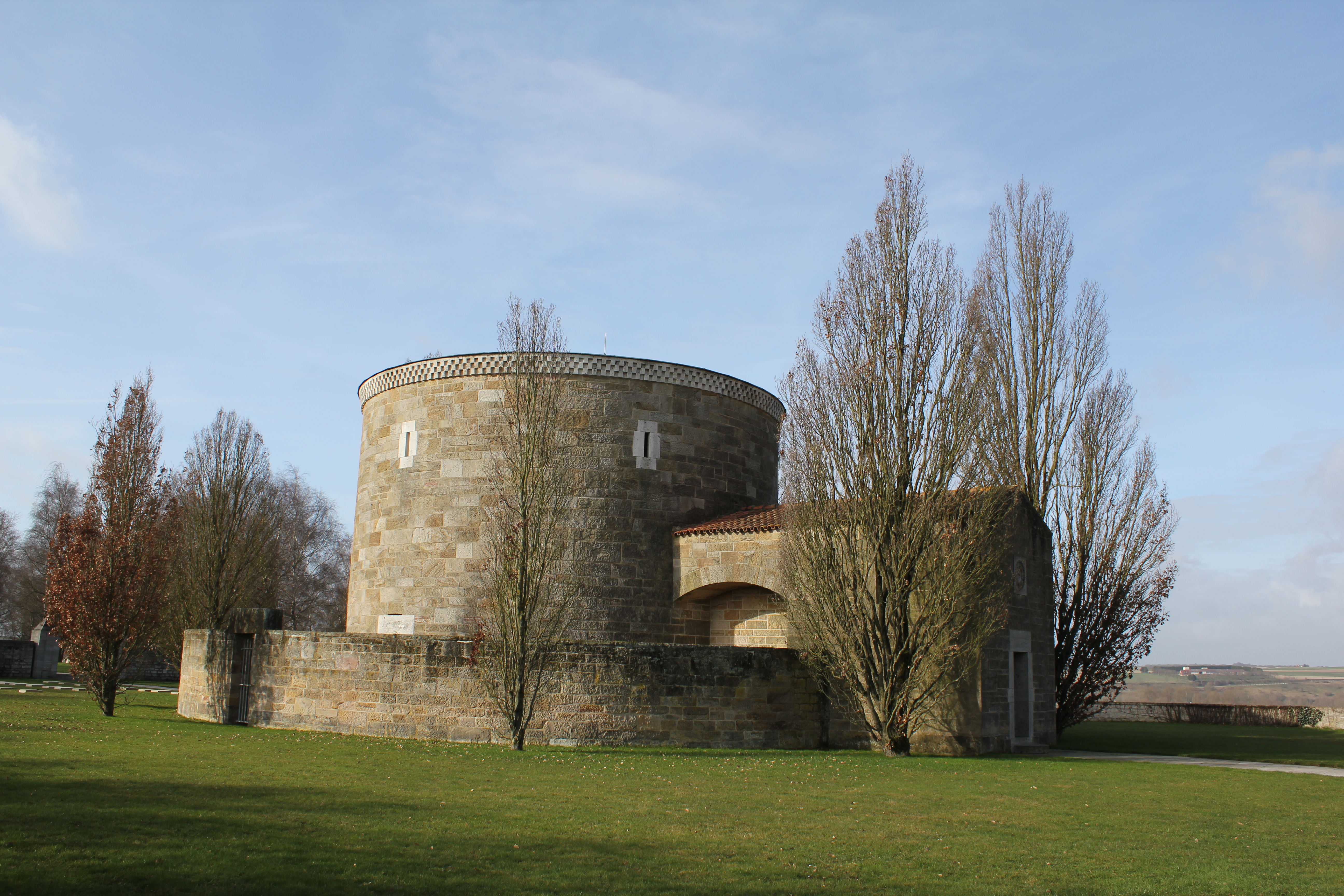
Cimetière allemand.

## Culture locale et patrimoine

### Lieux et monuments

#### Monument disparu
L'ancien château de Bourdon, construit tout en pierre, au milieu du XVIIIe siècle par la famille Blin de Bourdon. Il se composait d'un seul rez-de-chaussée, long de 13 travées, surmonté d'un toit mansardé. Chaque façade était rythmée par un avant-corps central et deux avant-corps latéraux. Son aspect est connu par des cartes postales anciennes. Converti en hospice au début du XXe siècle, cet édifice a brûlé vers 1929. Il n'en reste qu'une partie des dépendances.

### Patrimoine naturel

#### Larris
Les larris sont situés sur le versant exposé au sud de la vallée de la Somme. Constitués d'éboulis crayeux, ils renferment des plantes rares.

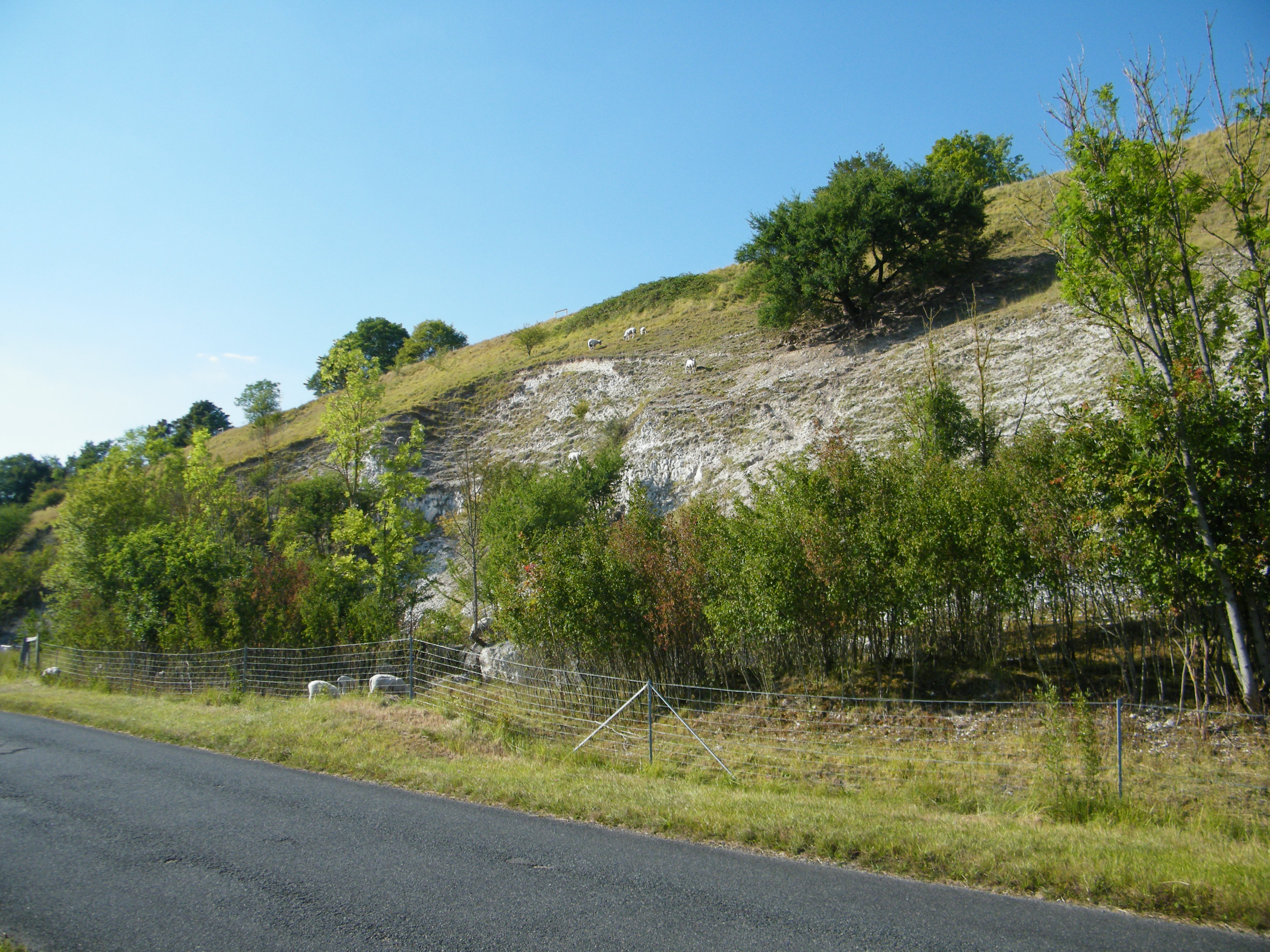
Larris à Bourdon.
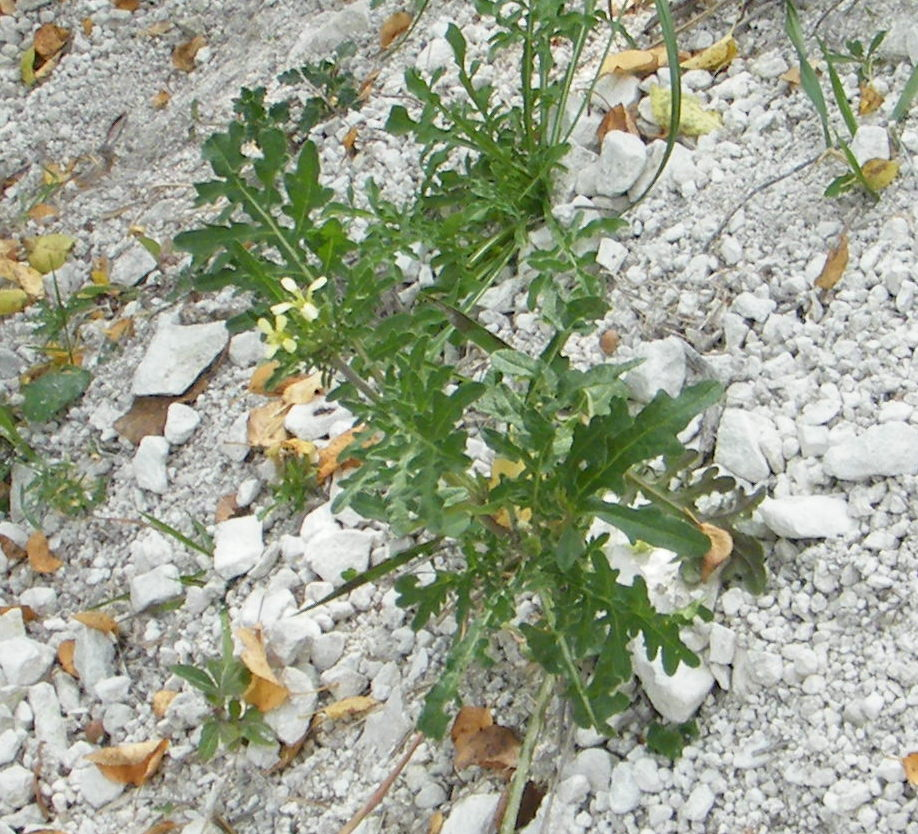
Fausse roquette, larris de Bourdon.
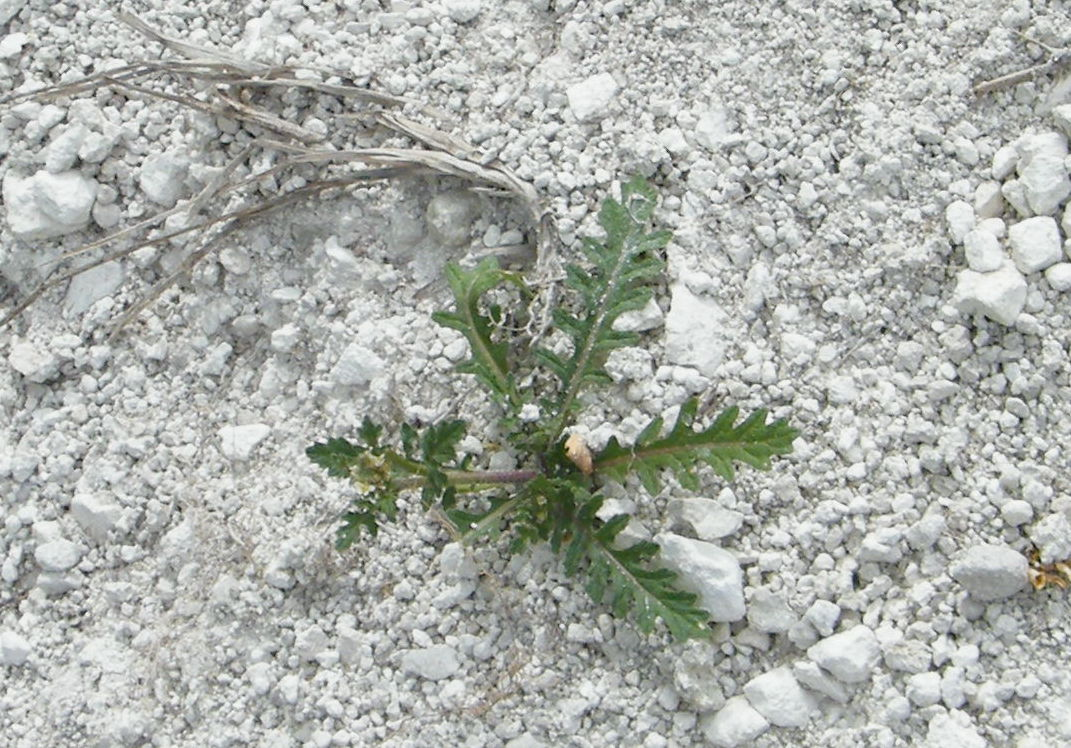
Sisymbre couché, larris de Bourdon.

#### Marais du Cavin et du château
Ces espaces naturels sont constitués d'étangs tourbeux et de roselières. Des panneaux et une table d'orientation présentent la faune et la flore du site et différents aspects de l'œuvre d'Hector Malot, En Famille. Ces marais sont inclus dans la Zone naturelle d'intérêt écologique, faunistique et floristique (ZNIEFF) de type 1 n°22004994-Marais de vallée de Somme de Crouy-Saint-Pierre à Pont-Rémy. Ils sont inclus dans la zone humide d'importance internationale classé site Ramsar : Marais et tourbières des vallées de la Somme et de l'Avre et dans le réseau européen Natura 2000.

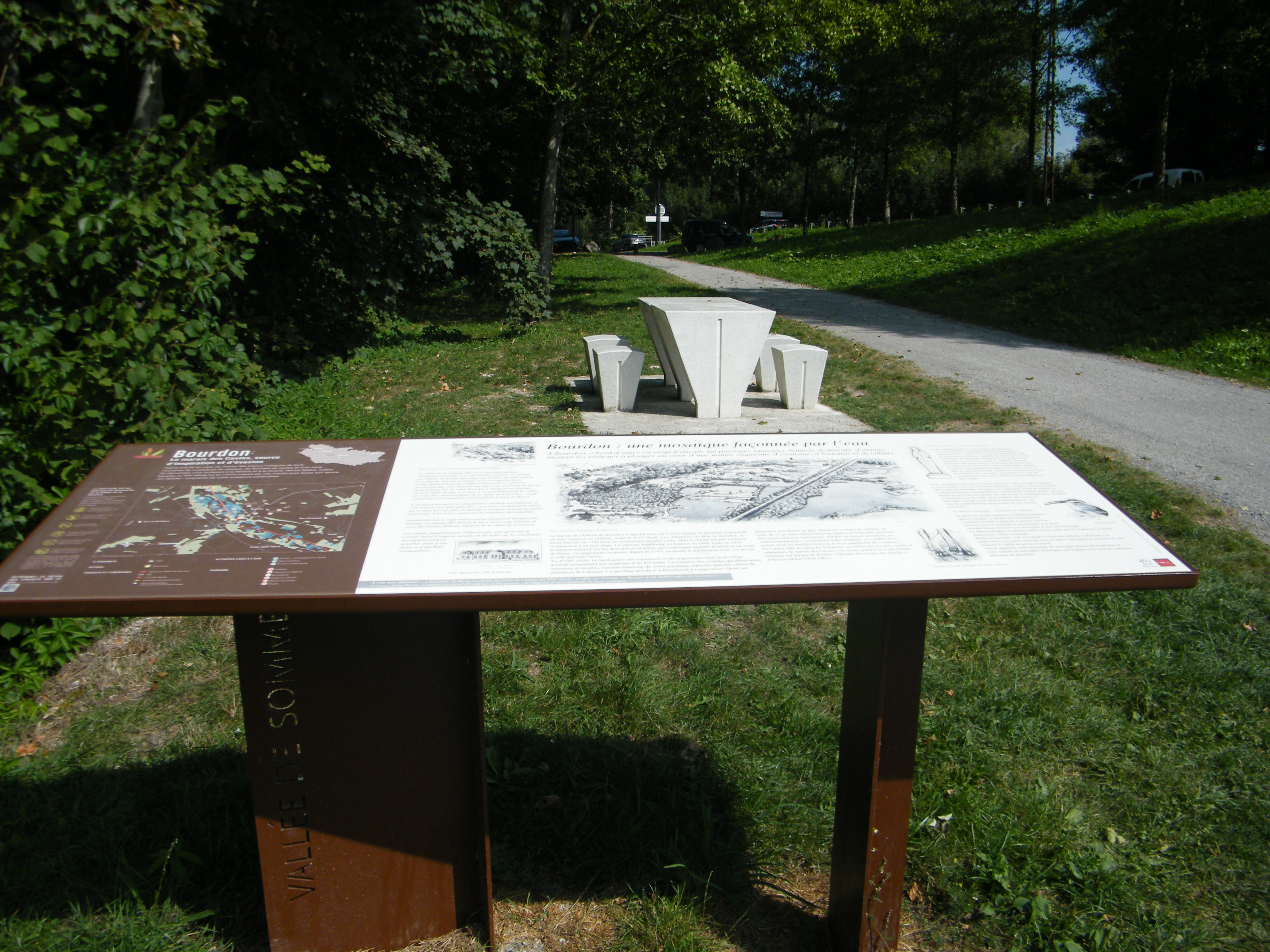
Le belvédère des marais.

### Personnalités liées à la commune

#### Seigneurs de Bourdon
- Pierre Claude Blin, écuyer, époux de Marie-Antoinette d'Herby, est seigneur de Bourdon au début du XVIIIe siècle.
- Claude Joseph Blin, fils de Pierre Claude Blin, bénéficie le 14 décembre 1764 d'une sentence de noblesse. Il est écuyer, seigneur de Bourdon et mayeur de la ville d'Hesdin[38].

#### Autres personnalités
- Louis Alexandre Blin de Bourdon, maire de Bourdon, conseiller-général du canton de Picquigny, député de la Somme.
- Simon, un vieux médaillé de Sainte-Hélène, membre de la légion d'honneur, paysan de Bourdon, était présent à l'anniversaire des 18 ans du Prince Impérial à Chislehurst et composa en vers son pèlerinage[39].